# Gerry
Gerry – amerykański film fabularny z 2002 roku w reżyserii Gusa Van Santa, z udziałem Matta Damona i Caseya Afflecka. Jest to pierwszy film „Trylogii śmierci” Van Santa. Wszystkie trzy filmy oparte są na zgonach, które miały miejsce w prawdziwym życiu. Pozostałe dwa tytuły to Elephant (2003) i Last Days (2005). Opowieść o losie przyjaciół zagubionych na pustyni.
Gerry jest często cytowany jako przykład kina nienarracyjnego.

## Ogóle informacje
Opowieść o dwójce przyjaciół (Matt Damon i Casey Affleck), którzy w trakcie podróży przez bezkresną pustynię zeszli ze szlaku i zagubili się. Wraz z upływem czasu ich siły i szanse na przeżycie maleją, a przyjaźń zostaje wystawiona na ostateczną próbę. Hołd dla mistrzów kina: Antonioniego, Kiarostamiego, Tarra, a jednocześnie powrót Van Santa do tematyki i stylu wizualnego jego wczesnych filmów: "Drugstore Cowboy" i "Moje własne Idaho". Minimalistyczna, bezkompromisowa i otwarta na wiele interpretacji wizja przepełniona wspaniałą, przejmującą muzyką Arvo Pärta i Briana Eno.

## Obsada
- Casey Affleck – Gerry
- Matt Damon – Gerry

## Nagrody
- 2003: NYFCC Award
- 2002: Visions Award – Special Citation
- 2003: Independent Spirit Award
  - Najlepsza reżyseria – Gus Van Sant (nominacja)
  - Najlepsze zdjęcia – Harris Savides (nominacja)
- 2002: Golden Leopard (nominacja)